# Larissa Walentinowna Kowtanjuk
Larissa Walentinowna Kowtanjuk (russisch Лариса Валентиновна Ковтанюк, englische Transkription Larisa Valentinovich Kovtanyuk; * 25. Januar 1972 in Artjom) ist eine sowjetische bzw. russische Mathematikerin.

## Leben
Nach dem Studium der Angewandten Mathematik absolvierte Kowtanjuk die dreijährige Aspirantur am Institut für Automatik und Steuerungsprozesse der Fernost-Abteilung (DWO) der Russischen Akademie der Wissenschaften (RAN) in Wladiwostok. Sie verteidigte dort 1998 ihre Dissertation über eindimensionale elastisch-plastische Verformung inkompressibler Medien unter allseitigem Druck mit Erfolg für die Promotion zur Kandidatin der physikalisch-mathematischen Wissenschaften. Sie blieb am Institut und wurde Leiterin des Laboratoriums für Mechanik der plastischen Verformung.
Mit anderen fand Kowtanjuk einen originellen Ansatz für die Modellierung großer Verformungen von Werkstoffen mit elastischem, plastischem und viskosem Verformungsverhalten mit Differentialgleichungen. Sie entwickelte eine Theorie der intensiven Formänderung von Werkstoffen unter Beibehaltung der Vorzüge der klassischen Ansätze für die Modellierung industrieller Verfahren zur Bauteil-Herstellung. Sie verteidigte 2006 mit Erfolg ihre Doktor-Dissertation über ein mathematisches Modell großer elastisch-plastischer Verformungen und die Gesetzmäßigkeiten der entstandenen Spannungsfelder in der Umgebung von Werkstoffinhomogenitäten für die Promotion zur Doktorin der physikalisch-mathematischen Wissenschaften.
Kowtanjuk wurde 2018 zur Professorin der RAN ernannt und 2019 zum Korrespondierenden Mitglied der RAN gewählt.